# Туркомплекс Соколья Гора
Туркомплекс Соколья Гора — деревня в Смоленском районе Смоленской области России. Входит в состав Козинского сельского поселения. 
Расположена в западной части области в 6 км к востоку от Смоленска, в 9 км южнее автодороги Р134 «Старая Смоленская дорога» Смоленск — Дорогобуж — Вязьма — Зубцов, на берегу реки Днепр. В 1 км северо-восточнее деревни расположена железнодорожная станция Соколья Гора на линии Смоленск — Рославль. 

## История
В годы Великой Отечественной войны деревня была оккупирована гитлеровскими войсками в июле 1941 года, освобождена в сентябре 1943 года. 